# Verre Werelden
De stripreeks "Verre Werelden" is een sciencefictionverhaal van in Frankrijk werkende Braziliaanse stripkunstenaar Luis Eduardo de Oliveira  beter bekend onder zijn Pseudoniem Léo. De tekeningen zijn weer van de hand van Franck Picard (Icar) en de stripreeks is uitgeven door Dargaud. 

## Verhaal
Het verhaal gaat over Paul een jonge man, die samen met zijn zuster en moeder naar Altair-3 reizen om zijn vader te zoeken. Aangekomen op luchthaven van Altair-3 blijkt zijn vader verdwenen en gaat hij samen met stepanerk, een humanoïde krab, begiftigd met een flinke dosis intelligentie en buitengewoon veel kracht op zoek naar zijn vader. Het is niet alleen een verhaal over een jongen die zijn vader zoekt, maar ook over zijn reis naar volwassenheid, de mysteries van het leven en de complexe relatie tussen mens en technologie in een onbekende wereld. 

## Albums
| 1 |  | Episode 1 | 2009-2018 |
| 2 |  | Episode 2 | 2009-2019 |
| 3 |  | Episode 3 | 2010-2019 |
| 4 |  | Episode 4 | 2011-2020 |
| 5 |  | Episode 5 | 2012-2017 |